# Henrik H. Hansen
 Der er flere personer med dette navn, se Henrik Hansen.
Henrik Hallenberg Hansen (HHH) (født 28. juli 1979) er en tidligere dansk fodboldspiller der sidst spillede for superliga-klubben SønderjyskE. Her var offensiv midtbanespiller og var fra sommeren 2011 frem til 2015 klubbens anfører. Han annoncerede sit karrierestop efter 2014/15 sæsonen og blev kort efter præsenteret som A+ træner i SønderjyskE. I vinteren 2017 blev han forfremmet til assistenttræner, da han tog over for Peter Enevoldsen, som skulle til Randers FC og være assistent. I sommeren 2017, fik han selskab af Niels Lodberg, som han nu danner trænertrio med, sammen med cheftræner Claus Nørgaard.
Henrik Hansen spillede i Næstved BK, Esbjerg fB og SønderjyskE før han i vinteren 2007 kom til AC Horsens. 6 måneder senere skiftede han til OB. Efter opholdet i OB vendte han tilbage til SønderjyskE på en lejeaftale, der senere blev vekslet til en permanent aftale. Desuden har han spillet en enkelt kamp for Danmarks Ligalandshold, hvor han scorede et enkelt mål. 
Henrik Hansen tiltrådte i sommeren 2024 som assisterende træner for superligaklubben Brøndby IF.